# Skákavka žlutonohá
Skákavka žlutonohá (Heliophanus flavipes) je druh malého pavouka z čeledi skákavkovití.

## Popis
Samci dorůstají délky 3–5 mm, samice 3–6 mm. Samice je tmavá, hustě pokrytá zlatavými chloupky, zejména na povrchu zadečku. Vzor zadečku je značně variabilní, vepředu a po stranách je bíle lemovaný, se světlými příčnými proužky a několika tmavými skvrnami ve dvou podélných středních řadách. Makadla, nohy, chelicery, labium a gnatokoxy jsou jasně žluté, pouze femury čtvrtého páru nohou mohou být tmavší. Samec je šedivý s užším zadečkem než samice, a má červenohnědé nohy s černými femury. Lze jej zaměnit se skákavkou měděnou.

## Rozšíření a výskyt
Druh je rozšířen v palearktické oblasti. Vyhledává prosluněná místa, vyskytuje se na suchých stráních a skalnatých stepích, kde jej lze ve dne nalézt na nízké vegetaci, keřích a spodních větvích jehličnanů. V České republice je skákavka žlutonohá hojný druh, byla zde nalezena v nadmořské výšce 150–900 metrů. Dospělci obou pohlaví se nejhojněji vyskytují od května do července.

## Chování
Dospělci jsou aktivní ve dne, skáčou po vegetaci. Samice upevňuje kokon k podkladu pod uvolněnou kůru stromů nebo pod kameny.